# مالایکا آرورا
مالایکا آرورا (انگلیسی: Malaika Arora؛ زادهٔ ۲۳ اوت ۱۹۷۳) هنرپیشه، تهیه‌کننده، رقصنده و مدل اهل کشور هند است. وی از سال ۱۹۹۷ میلادی تاکنون مشغول فعالیت بوده‌است.
از فیلم‌ها یا برنامه‌های تلویزیونی که وی در آن نقش داشته است می‌توان به عقرب اشاره کرد.

## فیلم‌شناسی
فهرست برخی از فیلم‌هایی که مالایکا آرورا خان در آنها به ایفای نقش پرداخته است:
- عقرب
- خانه شلوغ
- خانه شلوغ ۲
- قهرمان اکشن
- خار
- نترس
- هندی
- تخت روان دالی
- زمان عذاب
- ترقه
- سوداگران
- کجا خودمان را گم کردیم